# Volker Losemann
Volker Losemann (* 9. Juni 1942 in Kassel) ist ein deutscher Althistoriker, der vor allem für seine Forschungen zur Geschichte seines Faches bekannt wurde.

## Werdegang und Leistungen
Volker Losemann besuchte zunächst den altsprachlichen Zweig des Gymnasiums Korbach, danach legte er am Friedrichsgymnasium in Kassel sein Abitur ab. Er studierte zwischen 1962 und 1968 Geschichte und Latein an der Universität Marburg. Dort wurde er 1969 wissenschaftlicher Mitarbeiter und 1975 mit der Arbeit Nationalsozialismus und Antike. Studien zur Entwicklung des Faches Alte Geschichte 1933–1945 bei Karl Christ promoviert. Im Jahr 1977 wurde er zunächst Akademischer Rat, dann Akademischer Oberrat und verblieb in dieser Position bis zu seiner Pensionierung 2008. Er war zuletzt auch Studiendekan des Fachbereichs Geschichte und Kulturwissenschaften.
Losemann ist, beeinflusst durch seinen akademischen Lehrer Christ, Fachmann für die Fach- und Wissenschaftsgeschichte der Alten Geschichte und die Rezeptionsgeschichte der Antike, insbesondere für die römisch-germanischen Auseinandersetzungen und deren Rezeption von der Antike bis heute sowie für die Alte Geschichte während der Zeit des Nationalsozialismus. Seine bahnbrechende Dissertation war die erste wichtige Arbeit, die sich mit der Alten Geschichte im sogenannten „Dritten Reich“ auseinandersetzte. Für seine 1977 veröffentlichte Dissertation verarbeitete Losemann eine Vielzahl ungedruckter Archivalien.
Losemann ist seit 1984 Mitglied der Historischen Kommission für Hessen.

## Schriften (Auswahl)
Monographien
- Nationalsozialismus und Antike. Studien zur Entwicklung des Faches Alte Geschichte 1933–1945 (= Historische Perspektiven. Band 7). Hoffmann und Campe, Hamburg 1977, ISBN 3-455-09219-5.

Herausgeberschaften
- mit Peter Kneißl: Alte Geschichte und Wissenschaftsgeschichte. Festschrift für Karl Christ zum 65. Geburtstag. Wissenschaftliche Buchgesellschaft, Darmstadt 1988, ISBN 3-534-03564-X.
- mit Peter Kneißl: Imperium Romanum. Studien zu Geschichte und Rezeption. Festschrift für Karl Christ zum 75. Geburtstag. Steiner, Stuttgart 1998, ISBN 3-515-06929-1.
- Alte Geschichte zwischen Wissenschaft und Politik. Gedenkschrift Karl Christ (= Philippika. Band 29). Harrassowitz, Wiesbaden 2009, ISBN 978-3-447-05905-3.

Aufsatzsammlung
- Gesammelte Schriften zur Wissenschafts- und Rezeptionsgeschichte.
  - Band 1: Klio und die Nationalsozialisten. Herausgegeben von Claudia Deglau, Patrick Reinard und Kai Ruffing (= Philippika. Band 106). Harrassowitz, Wiesbaden 2017, ISBN 978-3-447-10771-6.
  - Band 2: Antike und Nationalsozialismus. Herausgegeben von Claudia Deglau, Kerstin Droß-Krüpe, Patrick Reinard und Kai Ruffing (= Philippika. Band 160). Harrassowitz, Wiesbaden 2022, ISBN 978-3-447-11839-2.